# Dietmar Harting
Dietmar Harting (* 15. September 1939 in Berlin) ist ein deutscher Unternehmer. Er war u. a. Präsident des Zentralverbandes Elektrotechnik- und Elektronikindustrie (ZVEI) und mehrerer nationaler und internationaler Normungsorganisationen.

## Leben
Harting wurde als Sohn des Ingenieurs Wilhelm Harting und seiner Frau Marie in Berlin geboren und wohnte bis zu seinem 18. Lebensjahr mit den Eltern im heutigen Mindener Stadtteil Dankersen. Sein Studium der  Elektrotechnik und Wirtschaftswissenschaften in München, Hannover und Köln schloss er 1967 als Diplom-Kaufmann ab. Anschließend trat er in das 1945 gegründete elterliche Unternehmen ein, das nach dem Tod von Wilhelm Harting (1962) zunächst von Marie Harting (gest. 1989) und später gemeinsam mit den Söhnen Dietmar und Jürgen (gest. 1973) geführt wurde. 1973 wurde Dietmar Harting geschäftsführender Gesellschafter der Harting Elektronik GmbH; seit 1996 war er Vorstandsvorsitzender der Harting Technologiegruppe. Im Oktober 2015 übergab er das Amt an seinen Sohn Philip, ist aber weiter Vorstandsmitglied. Das Unternehmen, zu 100 Prozent in Familienbesitz, ist ein weltweit führender Anbieter industrieller Verbindungstechnik für Data, Signal und Power und mit 13 Produktionsstätten (u. a. in den USA, Mexiko und China) und Niederlassungen in 43 Ländern vertreten. Im Geschäftsjahr 2016/2017 erzielte der Konzern mit rund 4.300 Beschäftigten einen Umsatz von 586 Mio. Euro.
1992 wurde Harting Vorstandsmitglied im Zentralverband Elektrotechnik- und Elektronikindustrie (ZVEI) und war von 1998 bis 2004 als erster mittelständischer Unternehmer dessen Präsident. Von November 2003 bis November 2004 leitete er als Präsident das Deutsche Institut für Normung e.V. (DIN) und war 2001 bis 2004 Vizepräsident des Bundesverbandes der Deutschen Industrie (BDI). 1996 übernahm er den Vorsitz des Ausstellerbeirates der Hannover Messe Industrie, führte von 1999 bis 2001 die European Electronic Component Manufactures Association (EECA) und von 2008 bis 2009 das Comité Européen de Normalisation Electrotechnique (CENELEC). Von 1995 bis 1998 gehörte Harting dem "Rat für Forschung, Technologie und Innovation" bei Bundeskanzler Helmut Kohl an und von 2004 bis 2006 der Initiative "Partner für Innovation" bei Bundeskanzler Gerhard Schröder bzw. Bundeskanzlerin Angela Merkel. Für seine Verdienste erhielt Dietmar Harting zahlreiche Auszeichnungen und Ehrungen. Er ist zudem Mitglied des Senats der Deutschen Akademie der Technikwissenschaften (acatech).
Verheiratet ist Dietmar Harting mit der Dipl.-Handelslehrerin Margrit Harting. Sie ist generalbevollmächtigte Gesellschafterin des Familienunternehmens. Die beiden Kinder des Ehepaares sind in der Leitung der HARTING Stiftung & Co. KG tätig; als Vorstandsvorsitzender (Dipl.-Kfm. Philip Harting) bzw. Vorstand (Dipl.-Kffr. Maresa Harting-Hertz). Am Stammsitz in Espelkamp (Kreis Minden-Lübbecke/NRW) engagieren sich die Unternehmer in vielfacher Hinsicht, unterstützen, fördern und finanzieren Initiativen, Projekte und Einrichtungen in den Bereichen Sport, Kultur, Bildung und Soziales.

## Auszeichnungen
- 1998: Bundesverdienstkreuz am Bande[3]
- 2004: Niedersächsischer Verdienstorden (1. Klasse)
- 2004: Ehrenpräsidentschaft des ZVEI
- 2008: Ehrenmedaille in Gold der Deutschen Messe AG Hannover
- 2009: Bundesverdienstkreuz 1. Klasse (für Dietmar und Margrit Harting).[4]
- 2009: DIN-Ehrenring[1]
- 2009: Ehrenbürgerwürde der Stadt Espelkamp (für Dietmar und Margrit Harting)
- 2010: Ehrendoktorwürde der Fakultät für Elektrotechnik und Informatik der Leibniz Universität Hannover[5]
- 2010: Goldnadel und Ehrenvorsitz des DKE
- 2013: Praktikerpreis der Erich-Gutenberg-Arbeitsgemeinschaft
- 2019: Karmarsch-Denkmünze